# Новокаховский завод железобетонных конструкций
Новокаховский завод железобетонных конструкций (укр. Новокаховський завод залізобетонних конструкцій) (НЗЖК) — это предприятие, специализирующееся на производстве железобетонных изделий и конструкций, расположенное в городе Новая Каховка (Херсонская область, Украина). Завод играл важную роль в строительной отрасли Украины, особенно в период активного развития инфраструктуры и жилищного строительства в советское время. Завод был основан в советское время и активно работал в период 1960–1990-х годов.

## История
Новокаховский завод железобетонных изделий и стройматериалов треста «Каховсельхозстрой»; стал одним из первых предприятий строившегося в 1950-1954 гг. города, поскольку он обеспечивал потребности строительства города и Каховской ГЭС бетоном и железобетонными изделиями.
После создания в 1968 году домостроительного комбината завод ЖБК работал в производственной кооперации с ним.
В целом, в советское время завод железобетонных конструкций входил в число крупнейших предприятий города.
После провозглашения независимости Украины завод находился в ведении кооперативно-государственной корпорации "Украгропромбуд". В октябре 1995 года Кабинет министров Украины утвердил решение о приватизации этого предприятия.
В дальнейшем, государственное предприятие было реорганизовано в открытое акционерное общество.